# لويس غونزاليس إي غونزاليس
لويس غونزاليس إي غونزاليس (بالإسبانية: Luis González y González)‏ هو كاتب ومؤرخ مكسيكي، ولد في 11 أكتوبر 1925، وتوفي في 13 ديسمبر 2003.